# Perameles
Perameles és un gènere de bàndicuts que, a més de tres espècies fòssils, n'inclou tres de vivents:
- Bàndicut barrat occidental (P. bougainville)
- Bàndicut barrat oriental (P. gunnii)
- Bàndicut de musell llarg (P. nasuta)